# Saleghem Krekengebied

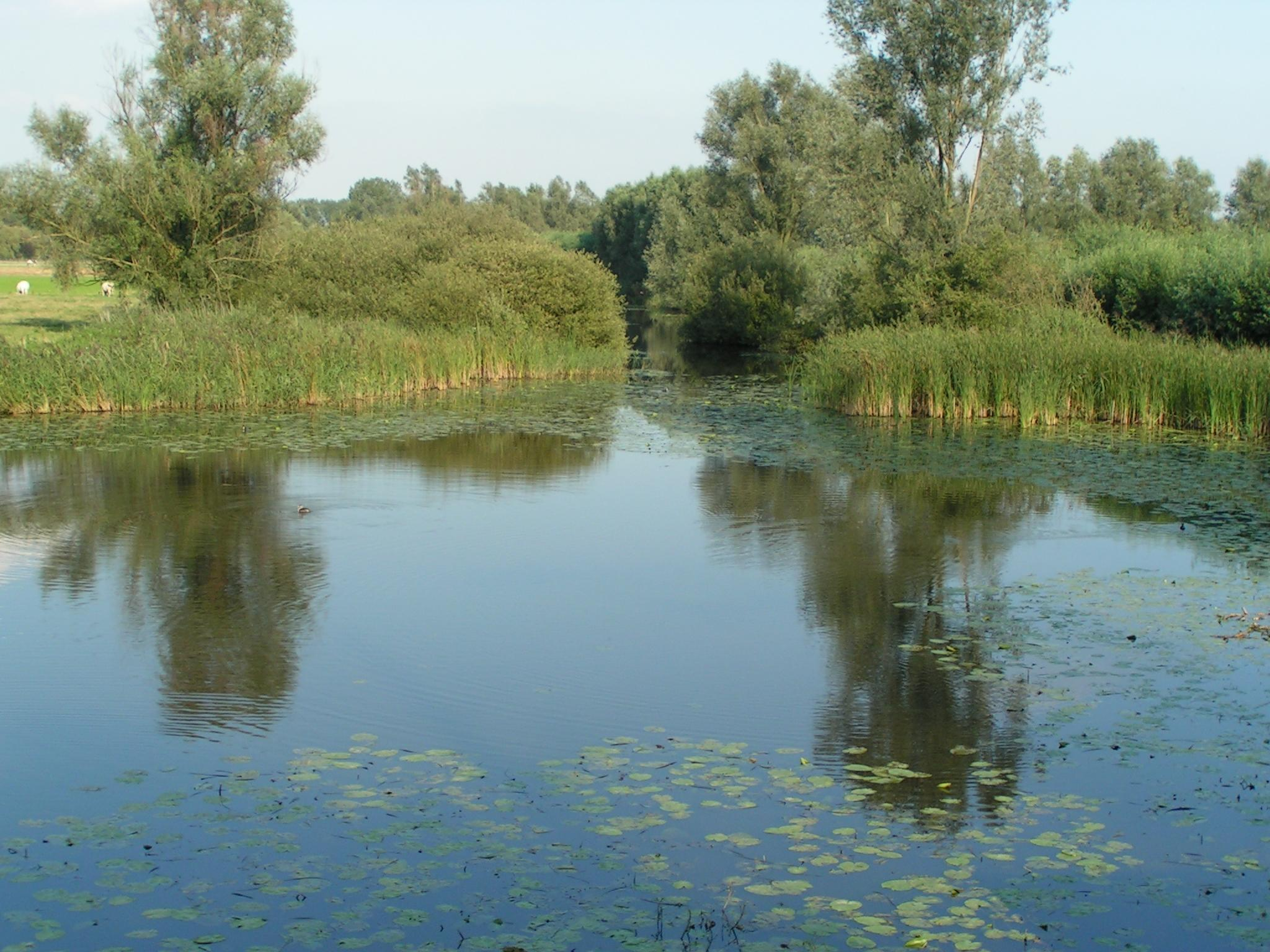
Sint Jakobsgat in het Saleghem Krekengebied te Meerdonk

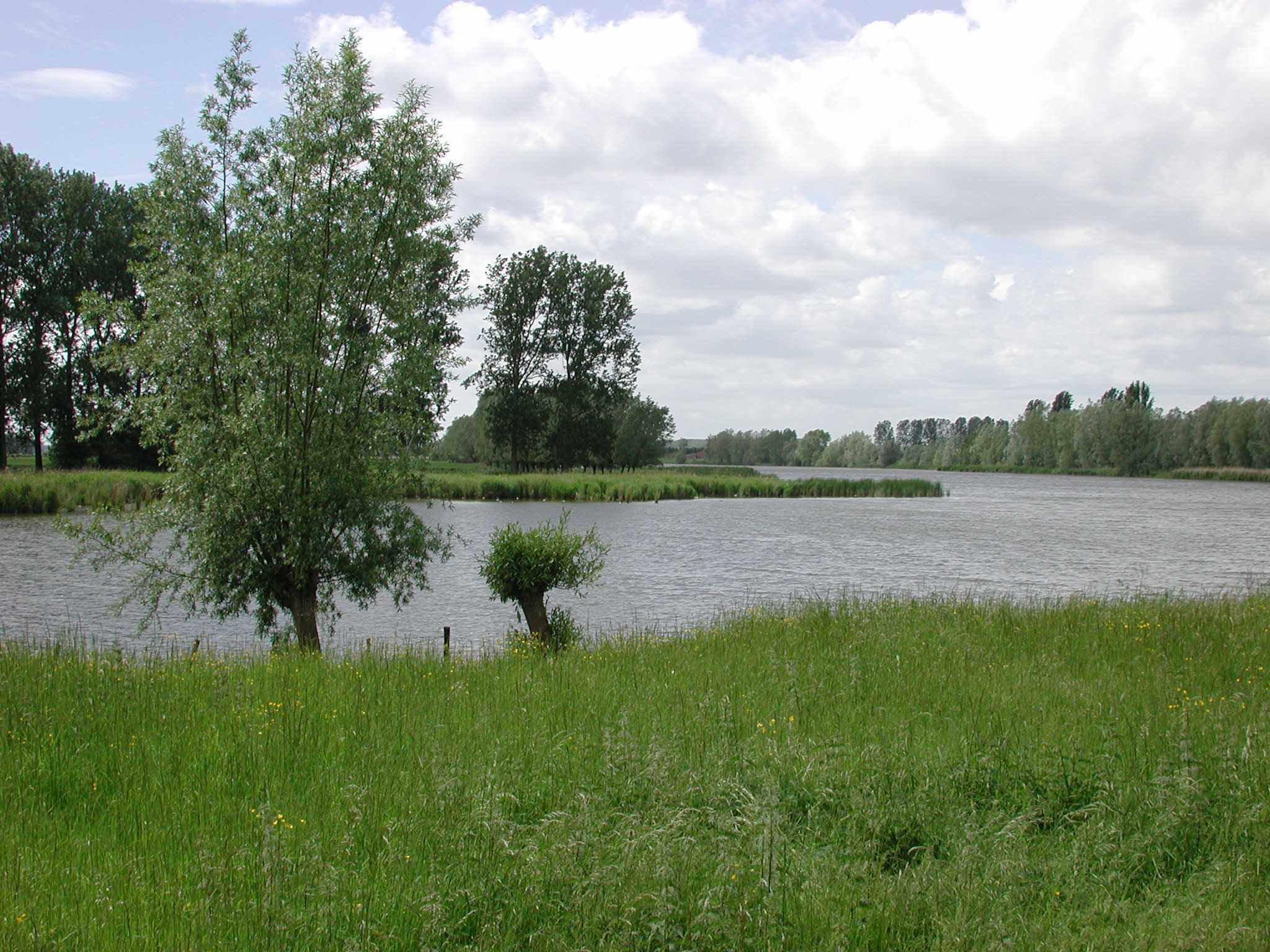
De Grote Geule te Kieldrecht

De kreekplassen, op de grens van de vroegere gemeenten Sint-Gillis-Waas, Meerdonk en Vrasene, bestaan uit een kronkelig snoer van kleine en grote plassen, rietkragen, wilgenbosjes en moerassen. Al deze plassen poelen en verbindende watergangen vormen samen het Saleghem Krekengebied.

## Beschrijving
Samen met de soms bloemrijke dijken, de populieren en de vele knotwilgen vormen ze een landschap met een rijke natuur dat de moeite waard is om te behouden. Langsheen de kreek beheren vrijwilligers van Natuurpunt Waasland Noord diverse gebieden. Aan de kreken ligt 24 hectare aaneensluitend natuurgebied wat voor het publiek toegankelijk is.
- D'Eilanden
- De Grote Geule
- De Grote Saleghemgeul
- De Karnemelkputten
- De Kieldrechtse Watergang
- Het Panneweel
- Het Reigersbosje
- Het Sint-Jakobsgat
- De Verlande Saleghemvaart

Daarenboven zijn op verschillende plaatsen langs grachten en sloten knotwilgen heraangeplant.

## Historiek
Kreken en wielen zijn restanten van overstromingen. Hoewel er voordien reeds stormvloeden met dijkdoorbraken waren, werd de basis van het huidige Saleghem Krekengebied gelegd tijdens de Tachtigjarige Oorlog (1568-1648) toen de Nederlanden in opstand kwamen tegen de Spaanse koning Filips II. Toen werd in 1584 de hele Wase-polder onder water gezet ter verdediging van Antwerpen. Eb en vloed kregen zo tot in 1609 vrij spel en er ontstonden diepe geulen die na het herstel van de dijken in het landschap achterbleven als kreken en wielen.

## Biotoop

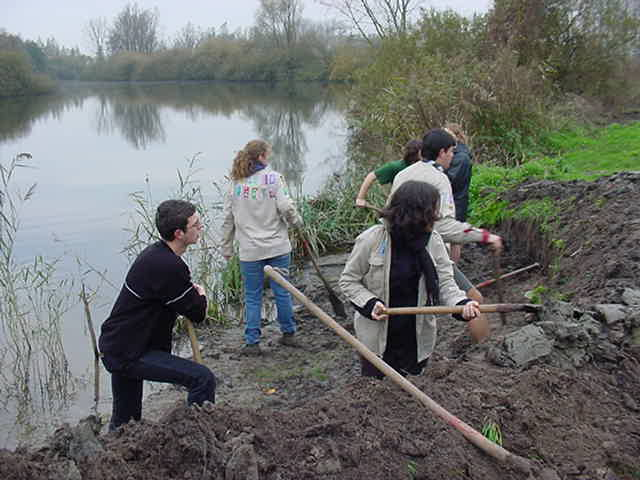
Aanleg van een ijsvogelwand in het Saleghem Krekengebied.

Door de overstromingen werd er boven op de oorspronkelijke zand- en turflagen klei afgezet: een dikke laag waar de polders lang en dikwijls overstroomd werden, een dunne laag bij kortstondige dijkdoorbraken en op hoger gelegen plaatsen. De zilte invloed van de overstromingen verdween slechts geleidelijk uit de bodem. Nu nog verwijzen planten als heen of zeebies, aardbeiklaver en zilt torkruid (Oenanthe lachenalii) naar het brakke water van toen. De zee bracht ook kalk aan onder de vorm van schelpen en kalkrijke klei. Zure zand- en veenlagen waren reeds aanwezig. Op wandelafstand van elkaar hebben al deze biotopen hun eigen plantengroei. Door de aanwezigheid van zandruggen, zoals in het Panneweel, is in de polder ook struikheide en brem te vinden.
De vele rietvegetaties vormen een ideaal woongebied voor kleine karekiet, bosrietzanger, blauwborst, rietgors, waterral en bruine kiekendief. Ook de ijsvogel wordt in het gebied regelmatig waargenomen sinds vrijwilligers aan de oever van een van de waterpartijen in 2001 een ijsvogelwand hebben aangelegd.

## Rolstoelwandelpad
Langsheen en doorheen het Saleghem Krekengebied te Meerdonk loopt een lusvormig wandelpad geschikt voor rolstoelen en kinderwagens. Het wandelpad is 5,6 km lang, het is bewegwijzerd en loopt over verharde dijken en polderbaantjes.